# Jaime Pressly

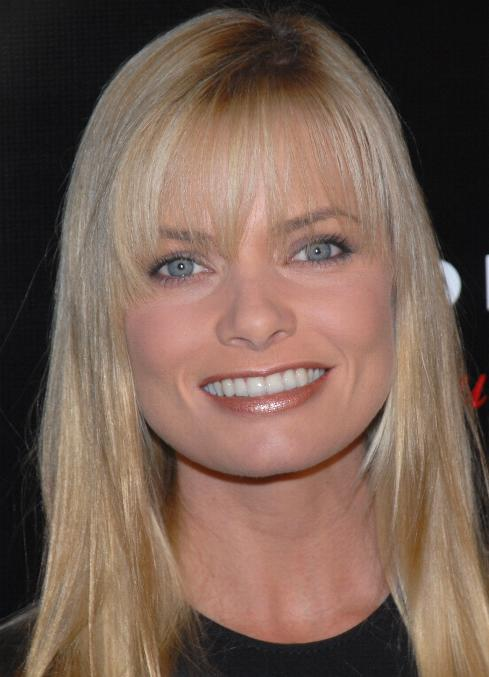
Jaime Pressly (2008)

Jaime Pressly (* 30. Juli 1977 in Kinston, North Carolina) ist eine US-amerikanische Schauspielerin und Model sowie Emmy-Preisträgerin.

## Leben und Karriere
Pressly begann mit 14 Jahren als Model zu arbeiten. Mit 15 ließ sie sich gesetzlich für mündig erklären, um allein zu Aufträgen in Tokio und Mailand reisen zu können, da die Eltern sie nicht begleiten konnten. Seit ihrer Kindheit betreibt Pressly Tanz- und Gymnastiktraining. 
Nachdem sie 1992 als Körper-Double für Drew Barrymore in Poison Ivy – Die tödliche Umarmung gearbeitet hatte, begann ihre Karriere als Schauspielerin 1997 mit dem Film Horrortrip ins All. Zunächst spielte sie nur in B-Movies, mit der Zeit wurde sie aber durch Teeniekomödien wie Eins, zwei, Pie – Wer die Wahl hat, hat die Qual (2000), Parodien wie Tomcats (2001) und derbe Komödien wie Joe Dreck (2001) bekannt.
Neben Nicht noch ein Teenie-Film! wirkte Pressly in einigen Musikvideos mit (The Space Between von der Dave Matthews Band, Aerosmiths Girls of Summer und Marilyn Mansons Tainted Love) und trat zusammen mit den Pussycat Dolls auf.
Pressly posierte zweimal für den Playboy (März 1998 und Februar 2004). 2006 spielte sie im Actionfilm D.O.A. – Dead or Alive, einer Adaption des Videospiels Dead Or Alive, mit. Nebenbei unterhält sie die Firma J'aime Production, über die sie die Marke J'aime Clothing vertreibt.
Am 11. Mai 2007 wurde Pressly Mutter eines Sohnes. Der Vater ist ihr damaliger Freund Eric Calvo (alias DJ Eric Cubiche). Wenige Monate später wurde sie für ihre Rolle der Joy Turner in der Fernsehserie My Name Is Earl mit dem Emmy als Beste Nebendarstellerin in einer Comedyserie ausgezeichnet, nachdem sie im Jahr zuvor noch gegen Megan Mullally (Will & Grace) das Nachsehen gehabt hatte. 
Von 2014 bis 2021 wirkte Pressly als Jill in 127 Folgen der US-Sitcom Mom ab der zweiten Staffel in der Rolle der Jill Kendall mit.
Seit Juli 2009 lebte Pressly mit dem Anwalt Simran Singh zusammen, im September 2009 heirateten die beiden. Am 21. Januar 2013 reichte sie die Scheidung ein.
Am 16. Oktober 2017 wurde Pressly Mutter von Zwillingen. Der Vater ist ihr Lebenspartner Hamzi Hijazi.

## Filmografie (Auswahl)

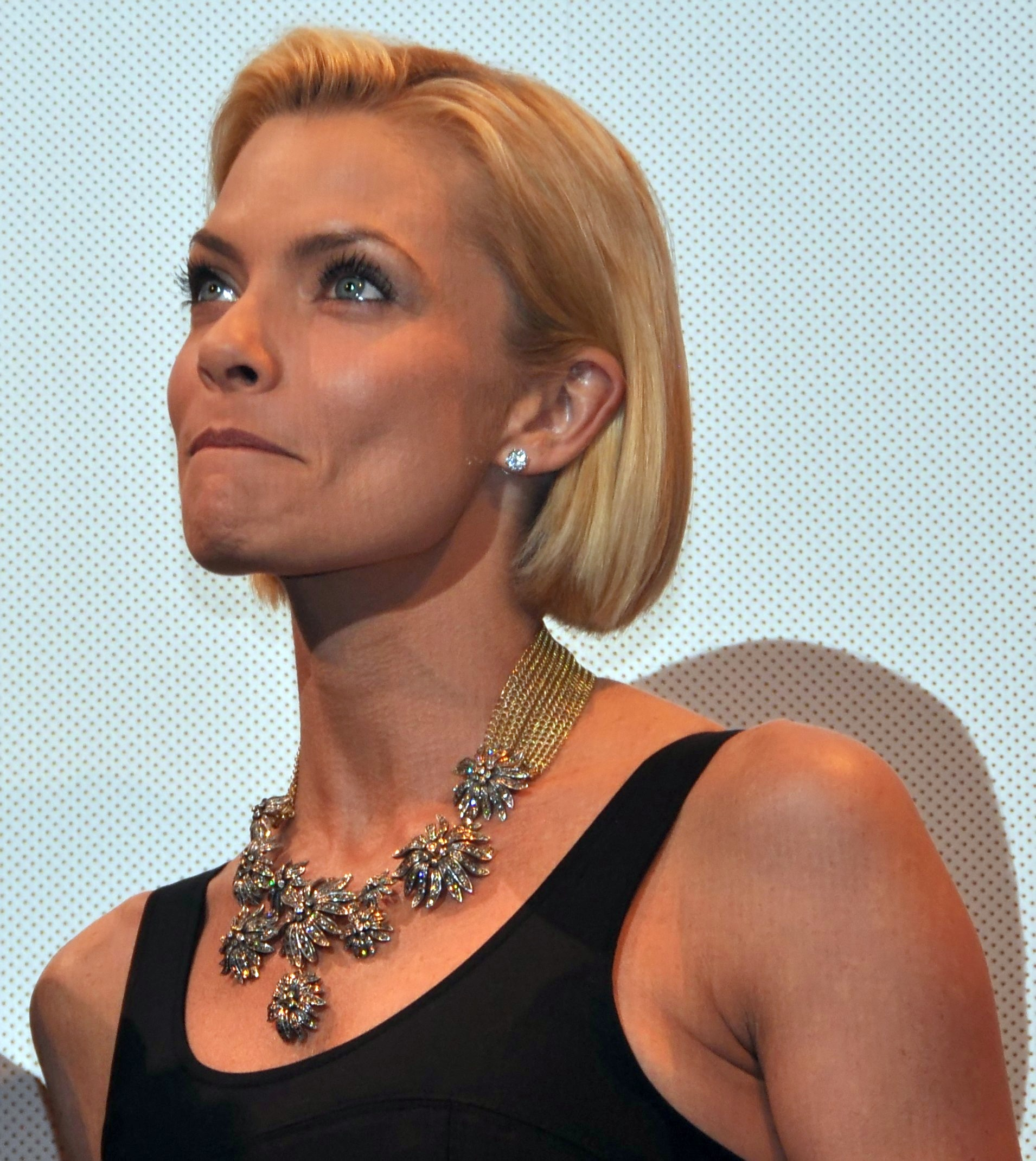
Pressly (2009)

- 1997: Horrortrip ins All (The Journey: Absolution)
- 1997: Poison Ivy – The New Seduction (Poison Ivy: The New Seduction)
- 1997: Mad Rex – Gegen das Gesetz (Against the Law)
- 1998: Ich kann’s kaum erwarten! (Can't Hardly Wait)
- 1998: Ring Frei! – Die Jerry Springer Story (Ringmaster)
- 1999: Inferno
- 2000: Eins, zwei, Pie – Wer die Wahl hat, hat die Qual (100 Girls)
- 2001: Ticker
- 2001: Tomcats
- 2001: Joe Dreck (Joe Dirt)
- 2001: Nicht noch ein Teenie-Film! (Not Another Teen Movie)
- 2002: Piñata – Dämoneninsel (Demon Island)
- 2004: Hart am Limit (Torque)
- 2005: Death to the Supermodels
- 2006: D.O.A. – Dead or Alive (DOA: Dead or Alive)
- 2008: Horton hört ein Hu! (Horton Hears a Who!)
- 2009: Trauzeuge gesucht! (I Love You, Man)
- 2010: Businessplan zum Verlieben (Beauty & the Briefcase)
- 2014: Ghost Movie 2 (A Haunted House 2)
- 2014: Finders Keepers (Fernsehfilm)
- 2017: Austin Found
- 2023: The Re-Education of Molly Singer

### Serien
- 1998: Palm Beach-Duo (Silk Stalkings, Fernsehserie, Folge 7x15)
- 1998–1999: Mortal Kombat: Conquest (Fernsehserie, 3 Folgen)
- 1999–2001: Jack & Jill (Fernsehserie, 31 Folgen)
- 2002: Charmed – Zauberhafte Hexen (Charmed, Fernsehserie, Folge 5x01)
- 2003: Fastlane (Fernsehserie, Folge 1x11)
- 2003: Becker (Fernsehserie, Folge 6x07)
- 2005–2009: My Name Is Earl (Fernsehserie, 95 Folgen)
- 2006: Las Vegas (Fernsehserie, Folge 3x16)
- 2010: Rules of Engagement (Fernsehserie, 2 Folgen)
- 2011–2013: Raising Hope (Fernsehserie, 3 Folgen)
- 2011–2013: I Hate My Teenage Daughter (Fernsehserie, 13 Folgen)
- 2013: Two and a Half Men (Fernsehserie, 2 Folgen)
- 2013: Melissa & Joey (Fernsehserie, Folge 3x16)
- 2014: Hot in Cleveland (Fernsehserie, Folge 5x02)
- 2014–2021: Mom (Fernsehserie, 127 Folgen)
- 2018: BoJack Horseman (Fernsehserie, 2 Episoden, Stimme)
- 2022–2023: Welcome to Flatch (Fernsehserie, 24 Folgen)